# مارتينا فوس-تيكلينبورج
مارتينا فوس-تيكلينبورج (ولدت باسم مارتينا فوس ؛ 22 ديسمبر 1967) هي مديرة كرة قدم ألمانية ولاعبة سابقة كانت آخر مدربة للمنتخب الوطني الألماني. لقد قامت في السابق بتدريب فريق إف سي آر 2001 دويسبرج ويو إس في ينا. كلاعبة، لعبت كلاعب خط وسط أو مهاجم، وشاركت مع كي بي سي دويسبرج وتي إس في زيجن وإف سي آر 2001 دويسبرج. شاركت في 125 مباراة مع المنتخب الألماني.

## المسيرة الدولية
شاركت مارتينا في ثلاث بطولات لكأس العالم للسيدات ( 1991، 1995، 1999)، وبطولة أوليمبية واحدة ( 1996)، وخمس بطولات لكأس الأمم الأوروبية للسيدات (1989، 1991، 1993، 1995، 1997).

## مسيرة التدريب

### بداية المسيرة المهنية
بعد انتهاء مسيرتها النشطة كلاعبة، عملت فوس تيكلينبورج مديرة لفريق نادي أوبرليجا شترالين. عملت بدوام كامل كعضو في جمعية مدرسي التربية البدنية، وتتولى رعاية فرق اختيار الإناث في منطقة الراين السفلى. وهي أيضًا رئيسة تحرير مجلة كرة القدم النسائية "FF".
من 12 فبراير 2008 إلى 17 فبراير 2011 كانت المدربة الرئيسية لفريق FCR 2001 دويسبورج. مع هذا الفريق، فازت فوس تيكلينبورج بكأس الاتحاد الأوروبي للسيدات في عام 2009 وكأسين وطنيتين في عامي 2009 و2010. انتهى عقدها في 17 فبراير 2011. في يونيو 2011، وقعت عقدًا لمدة عام واحد مع نادي كارل زايس ينا للسيدات في الدوري الألماني، لكنها تركت الفريق في يناير التالي حيث عُينت مدربة جديدة للمنتخب السويسري.

### سويسرا
قادت فوس تيكلينبورج سويسرا للوصول إلى كأس العالم للسيدات 2015 أول مرة في تاريخها.  بالإضافة إلى ذلك، نجحت في قيادة فريقها إلى أول مسابقة أوروبية على الإطلاق في عام 2017 . ومع ذلك، فشلت سويسرا في التأهل لكأس العالم للسيدات 2019 بعد خسارتها 4-1 أمام هولندا في نهائي الملحق.

### ألمانيا
في 30 نوفمبر 2018، قُدمت فوس تيكلينبورج مدربة جديدة لألمانيا. في كأس العالم 2019، خرجت ألمانيا من ربع النهائي بعد هزيمتها 2-1 أمام السويد؛ ففقدت فرصة اللعب في دورة الألعاب الأولمبية الصيفية 2020. في بطولة يورو 2022، قادت بلادها إلى النهائي، حيث خسروا أمام البلد المضيف، إنجلترا، بنتيجة 2-1 بعد الوقت الإضافي. في أبريل 2023، مددت عقدها مع مساعدتها بريتا كارلسون حتى عام 2025. 
في كأس العالم للسيدات 2023، فازت ألمانيا 6-0 على المغرب في المباراة الأولى، تلاها خسارة 2-1 أمام كولومبيا وتعادل 1-1 مع كوريا الجنوبية، حيث احتل المنتخب الوطني المركز الثالث في مجموعته، وأُقصي من دور المجموعات لأول مرة في تاريخه. بعد كأس العالم، غابت بسبب المرض، وفي أكتوبر 2023، تولى هورست هروبيش قيادة الفريق الألماني مديرًا مؤقتًا. أُلغي العقد بعد شهر.

## الحياة الشخصية
كانت على علاقة مع لاعبة كرة القدم الألماني إينكا جرينجز حتى عام 2000. تزوجت من رجل الأعمال الألماني هيرمان تيكلينبورج منذ عام 2009 ولديها ابنة من زواج سابق وحفيد.

## الأوسمة

### لاعب
كي بي سي دويسبورج
- الدوري الألماني : 1985
- كأس ألمانيا : 1983

تي إس في سيجن
- الدوري الألماني : 1990 ، 1991 ، 1992 ، 1994
- كأس ألمانيا : 1989 ، 1993

FCR 2001 دويسبورج
- الدوري الألماني : 2000
- كأس ألمانيا : 1998

ألمانيا
- كأس العالم للسيدات FIFA : وصيفة البطل عام 1995
- بطولة أوروبا للسيدات : 1989 ، 1991 ، 1995 ، 1997

فردي
- لاعب كرة القدم لهذا العام في ألمانيا : 1996، 2000

### مدير
FCR 2001 دويسبورج
- دوري أبطال أوروبا للسيدات : 2009
- كأس ألمانيا : 2009 ، 2010

ألمانيا
- وصيف بطولة أوروبا للسيدات : 2022 [16]

## روابط خارجية
- مارتينا فوس-تيكلينبورج – سجل منافسات الفيفا
- مارتينا فوس-تيكلينبورج – سجل منافسات اليويفا